# Lijst van Delftse plateelbakkerijen in de 17de eeuw
Op deze lijst van Delftse plateelbakkerijen staan de bedrijven die in de 17de eeuw werkzaam waren. Zij hadden gezamenlijk ongeveer 3000 arbeiders in dienst.
Nederland had geen grondstoffen om porselein te maken, toch kreeg een aantal werkplaatsen en fabrieken een naam met het woord 'porceleyn' erin, zoals De Porceleyne Fles, De Porceleyne Claeuw, De Porceleyne Lampetkan, De Drie Porceleyne Flessies, De Porceleyne Bijl en Het Gecroond Porceleyn. Mogelijk was dit om te concurreren met het kraakporselein dat uit China werd geïmporteerd.
Een van de beroemdste bakkerijen was De Grieksche A, waar Daniel Marot de eerste tulpenvazen voor Mary Stuart liet maken.
Sommige bedrijven hebben onder verschillende namen bestaan, niet altijd is het duidelijk wanneer de naamsverandering heeft plaatsgevonden.
| Naam                                                                       | Van   | Tot   | Adres                                             | Informatie |
| -------------------------------------------------------------------------- | ----- | ----- | ------------------------------------------------- | --- |
| 't Fortuyn                                                                 | 1661  | 1784  | Lange Geer (oostkant)                             | |
| 't Hart                                                                    | 1678  | 1771  | Gasthuislaan (noordkant)                          | |
| China                                                                      | 1654  | 1743  | Nieuwe Langendijk                                 | |
| De Dissel                                                                  | 1640  | 1702  | Molslaan (zuidkant)                               | o.l.v. Kruyck en De Cooge.                                                                                                  |
| De Drie Klokken                                                            | 1670  | 1841  | Geer 70 en Koornmarkt (oostkant)                  | |
| De Drie Porceleyne Flessies                                                | 1661  | 1777  | Gasthuislaan, bij de Bastiaanspoort               | |
| De Dubbelde Schenkkan                                                      | 1660  | 1770  | Oude Langendijk (zuidkant)                        | |
| De Eendragt                                                                | 1808  | 1830  | Gasthuislaan (zuidkant)                           | |
| De Gecroonde Theepot                                                       | 1692  | 1724  | Noordeinde (oostkant)                             | |
| De Grieksche A                                                             | 1657  | 1818  | Lange Geer (oostkant)                             | werkt voor Daniel Marot |
| De Ham                                                                     | 1640  | 1726  | Achterom                                          | in voormalige brouwerij |
| De Hollantse Daalder                                                       | 1695  | 1721  | De Ham (oostkant) of Kerkstraat                   | bij de Nieuwe Kerk |
| De Klaauw De Porseleine Klaauw                                             | 1661  | 1840  | Koornmarkt (oostkant)                             | |
| De Lampetkan De Porseleine Lampetkan                                       | 1609  | 1811  | Nieuwe Langendijk (zuidkant) Oosteinde (oostkant) | |
| De Metaale Pot                                                             | 1670  | 1775  | Geer (oostkant)                                   | |
| De Nagtegaal                                                               | 1633  | 1650  | Trompetstraat, hoek Oosterstraat                  | |
| De Paauw                                                                   | 1651  | 1774  | Koornmarkt (westkant)                             | |
| De Porceleyne Byl                                                          | 1657  | 1803  | Gasthuislaan, bij de Paradijspoort                | |
| De Porceleyne Fles                                                         | 1653  | heden | Oosteinde                                         | |
| De Porceleyne Schotel Gekroonde Porseleine Schotel (1690)                  | 1598  | 1791  | Molslaan (zuidkant)                               | baas was Van Goch. |
| De Romeyn                                                                  | 1606  | 1774  | Achterom (oostkant)                               | |
| De Roos                                                                    | 1661  | 1858  | Noordeinde (westkant)                             | niet ver van de Dircklangensteeg                                                                                            |
| De Twee Scheepjes                                                          | 1619  | 1794  | Molslaan (zuidkant) hoek Kruisstraat              | o.l.v. Keyser. |
| De Vergulde Blompot                                                        | 1616  | 1841  | Rietveld (noordkant)                              | tussen 1671 en 1750 verhuisd naar Molslaan (zuidkant)                                                                       |
| De Vier Romeynse Helden                                                    | 1581? | 1742  | Oosteinde (westkant)                              | |
| De Wildemanspoort De Twee Wildemannen                                      | 1661  | 1788  | Broerhuislaan (zuidkant) (nu Burgwal)             | |
| De Witte Ster De Witte Starre                                              | 1660  | 1804  | Oude Delft (westkant)                             | |
| Drie Posteleyne Astonne Drie Porceleine Astonnen Drie Vergulde Astonnekens | 1655  | 1804  | Lange Geer (oostkant)                             | eerste eigenaar: Jeronium Pietersz van Kessell in 1744 verkocht onder de eerste naam in 1894 verkocht onder de laatste naam |
| Het Gecroond Porceleyn                                                     | 1645  | 1753  | Molslaan (zuidkant)                               | |
| Het Hooge Huys                                                             | 1650  | 1741  | Oosteinde (oostkant)                              | |
| Het Moriaanshooft Het Oude Moriaanshooft Het Jonge Moriaanshooft           | 1690  | 1773  | Gasthuislaan (zuidkant)                           | |
| In de Vergulde Boot                                                        | 1612  | 1770  | Oude Delft (oostkant)                             | |
| Rouaan Het Lage Huys v.a. 1715                                             | 1605  | 1742  | Oosteinde (oostkant)                              | |